# 小林諒音
小林諒音（こばやし りょうと、2003年7月8日 -）は、日本の俳優。エンパシィ所属。身長は163cm。

## 略歴
東京都出身。6歳の頃からミュージカルスクールで演技の基礎を学ぶ。その後、ジャズダンスのレッスン受講をきっかけにミュージカルに出演するようになる。現在は映画やドラマなどにも積極的に出演し、活動の幅を広げている。

## 人物
- 実直な性格。趣味はカフェ巡り、映画鑑賞、写真。特技は歌、卓球、水泳、長距離走。歌に関してはファンからのリクエストなどを受け、自身のSNSで発信したりもしている。
- 高校ではダンス部に所属しており、かなり熱中していた。また、文化祭などで友人達とバンドを組み出演していたことも。
- かなりのMARVELファン。SNSなどでも度々MARVELに関する話題を投稿している。

## 出演

### 映画
- Fukushima50(2020年3月6日)
- 妖怪人間ベラ(2020年9月11日)
- 滑走路(2020年11月20日)
- 無頼(2020年12月12日)
- 真夜中乙女戦争(2022年1月21日)

### ドラマ
- 花へんろ 特別編 春子の人形(2019年8月4日、BSP) - 富田良介(12歳) 役
- こころのフフフ(2021年7月17日、WOWOW)

### Web配信
- スマホラー『落ちてくる』(2020年6月16日)
- いいべさ北海道(2020年7月)

### 吹替
- ルーム301~秘密の扉~(2021年7月4日、WOWOW) - エリアス 役

### 舞台
- 冒険者たち~この海の彼方へ(2013年) - ジャンプ 役 他
- Sound Horizon コンサート(2013年)
- 明治座 細雪(2014年6月) - 長男･暉雄 役
- 劇団四季 ライオンキング(2015年5月12日 - 2016年3月27日) - ヤングシンバ 役
- 冒険者たち~この海の彼方へ(2016年9月) - ガンバ 役
- SNOW MANGO(2016年12月) - 太陽 役
- スコア！(2017年8月) - 数字の精･ゼロ 役
- オズの魔法使い(2017年10月) - カカシ 役
- DAICHI(2017年11月) - ダイチ 役
- MUSICAL LIVE(2018年3月)
- オリバー・ツイスト(2019年7月) - ドジャー 役
- DAICHI コンサート ~Let's live together~(2020年7月10日) - ダイチ 役
- 蜘蛛巣城(2023年2月25日 - 3月12日)

### その他
- The Assorted Horizons(2014年6月18日)

## 関連リンク
- 事務所プロフィール
- 公式Instagram
- 公式Twitter